# Санкт-Петербургская городская радиотрансляционная сеть
Санкт-Петербургская городская радиотрансляционная сеть (сокр. ФГУП РСВО — Санкт-Петербург) — оператор проводного вещания и оповещения в Санкт-Петербурге.
Филиал ФГУП «Российские сети вещания и оповещения» с 2013 года. Транслирует три государственные радиостанции: Радио России, Маяк, Радио Петербург. Обслуживает городскую систему оповещения. Деятельность ФГУП РСВО ведется на основании Федерального закона «О связи» и Постановления Правительства России от 06.06.2005 № 353 «Об утверждении Правил оказания услуг связи проводного радиовещания». В соответствии с условиями Правил оператор связи обеспечивает абоненту доставку звуковой программы (программ) по сети проводного вещания до оконечного оборудования в период с 6.00 часов до 24.00 часов местного времени. Отношения между оператором и абонентом строятся на договорной основе и носят публичный и возмездный характер.

## История предприятия

### Появление проводного вещания
Проводное вещание в Ленинграде появилось в ноябре 1925 года, когда местное отделение АО «Радиопередача» установило первые три рупорных громкоговорителя в центре города: на здании Гостиного Двора, на Невском проспекте, 42 и на улице Герцена, 37. Ежедневно в течение трех часов по ним транслировались различные передачи, в новости. В это время у громкоговорителей собиралось множество горожан и гостей города, для которых сам факт вещания был настоящим чудом техники. Тогда даже родилась поговорка: «Непонятно для людей и пугает лошадей». Позднее, начиная с 1927 года первые радиоточки «Росстройрадио» стали появляться в квартирах ленинградцев.
Массовое развитие вещания в Ленинграде началось с 1928 года, когда по приказу Северо-Западного управления связи № 39, от 01.08.28 г., в Ленинграде был образован Широковещательный радиоузел. В 1930 году он был переименован в Ленинградский радиоцентр Северо-Западного управления связи (ЛРЦ), который продолжал деятельность по эксплуатации и развитию сети проводного вещания. А 8 апреля 1934 года был издан приказ о выделении из структуры самостоятельного предприятия — Ленинградской радиодирекции.
Число ленинградских квартир, оборудованных радиоточкой, постоянно росло — их обслуживали уже девять радиотрансляционных узлов (по числу районов города). К 1938 году в городе было установлено 227 580 радиоточек, а перед началом Великой Отечественной войны практически все дома были радиофицированы, в сети насчитывалось 459 тысяч радиоточек
В октябре 1939 года предприятие было переименовано в Ленинградскую городскую радиотрансляционную сеть. Помимо установки квартирных радиоточек, в городе велась работа по подготовке ЛГРС к выполнению функций оповещения населения. Создание системы оповещения началось в 1936 году и было завершено спустя три года — к началу советско-финской войны, тогда же она впервые была испытана в действии. На главных магистралях и площадях города было установлено 1172 уличных рупора-громкоговорителя, на территориях крупных предприятий — 400 электросирен.
Основную роль в работе системы оповещения выполняла Центральная усилительная станция (ЦУС), расположенная в доме 1 на площади Ломоносова — она находится там и по сей день. На ней сотрудниками предприятия был смонтирован и опробован в действии специальный пульт оповещения, который также называли «пульт тревоги». На нем находились устройства, позволяющие дежурному снимать с эфира радиопередачи и включать систему дистанционного управления городскими сиренами и уличными громкоговорителями.

### Радиовещание в период Великой Отечественной войны
Огромную роль сыграло радио в жизни ленинградцев в годы Великой Отечественной войны. Радиовещание стало важным, а зачастую и единственным средством массовой информации о положении на фронте и в тылу, о событиях в мире и мероприятиях правительства. В условиях войны ЛГРС была единственным техническим средством, обеспечивавшим в городе трансляцию программ из Ленрадиокомитета, и одновременно выполнявшим функции штаба МПВО города. За годы войны с Центральной усилительной станции (ЦУС) ЛГРС было передано 649 сигналов воздушной тревоги и 3091 сигнал о начале артиллерийских обстрелов тех или иных районов города.
Важнейшую функцию в оповещении жителей играл метроном — именно по его звукам ленинградцы могли узнать о ситуации в городе.
Метроном — это прибор, который до войны использовался музыкантами для отсчета тактов в музыкальных произведениях. Предложение применять его в системе оповещения МПВО внес инженер ЛГРС Георгий Феофанович Дорофеев. Он придумал, как обеспечить возможность преобразования механических колебаний маятника метронома в электрические импульсы без применения в аппаратной ЦУС студийного микрофона. Так метроном стал символом борьбы Ленинграда.
Передача учащенных тактов метронома (до 150—160 тактов в минуту) означала начало воздушной тревоги или артобстрела и предшествовала объявлениям о необходимости укрыться. Когда же метроном звучал в замедленном темпе (до 50-55 тактов в минуту), ленинградцы понимали, что в городе все спокойно: его не бомбят и не обстреливают. А также это была своего рода проверка исправности радиоточки. Метроном вошел в повседневный быт блокадника, его называли «пульсом жизни города», который говорил о том, что Ленинград живёт, борется и не сдается.
Во время войны Г. Ф. Дорофеев был отмобилизован в 376-й отдельный батальон связи, где он многое сделал по обеспечению телефонного сообщения между Ленинградским и Волховским фронтами через Ладожское озеро. По окончании войны вернулся на предприятие и работал здесь до выхода на пенсию.
В период войны численность сотрудников ЛГРС составила не более 1/3 от довоенного штата. На место ушедших на фронт мужчин встали женщины, подростки и пожилые мужчины, признанные непригодными для службы в армии. Работы же стало значительно больше, нежели в довоенное время. Бесконечные вражеские бомбежки и артиллерийские обстрелы безжалостно обрывали линии проводов: ведь они были проложены не в кабелях под землей, а подвешены над крышами зданий, что делало их особенно уязвимыми. Например, только в Кировском районе с сентября 1941 по июнь 1942 года враг нанес разрушения радиолиниям общей протяженностью 35 км.
Во время блокады огромную помощь в работе ЛГРС оказывали сотрудники, которые были мобилизованы в армию и зачислены в личный состав 3-й роты 374 отдельного батальона связи. Помимо текущей работы, за 4 года войны общими силами было восстановлено и отремонтировано 2200 км радиолиний, построено заново 192 км линий, установлено 20 тысяч новых радиоточек по заявкам граждан, госпиталей, больниц и воинских частей, отремонтировано ещё 150 тысяч радиоточек. За свою самоотверженную работу все работники ЛГРС были награждены медалями «За оборону Ленинграда» и «За доблестный труд». Многие военнослужащие из 3-й роты 374 ОБС после войны стали штатными работниками ЛГРС.
Несмотря на все усилия сотрудников предприятия, к концу войны радиотрансляционная сеть уменьшилась по сравнению с довоенной на 176 тысяч радиоточек за счет разрушенных домов и выключенных приемников в квартирах эвакуированных и умерших жителей. Но уже спустя год сеть достигла довоенного уровня, прошла реконструкцию и начала своё дальнейшее развитие. В 1961 году на сети была установлена миллионная радиоточка, а к 1972 году вся сеть в границах города была переведена на трехпрограммное вещание.

### Проводное радиовещание в постсоветский период
В 1991 году ЛГРС была переименована в Государственное предприятие «Ленинградская городская радиотрансляционная сеть», а в 2001 году получила название — Федеральное государственное унитарное предприятие «Радиотрансляционная сеть Санкт-Петербурга» (ФГУП РС СП).
В 2000 году на базе ФГУП РС СП была создана территориальная автоматизированная система централизованного оповещения населения Санкт-Петербурга. Так предприятие стало осуществлять эксплуатационно-техническое обслуживание и реконструкцию систем речевого и электросиренного оповещения, выполняя задачи, возложенные правительством города по обеспечению постоянной готовности системы оповещения к задействованию в случае любых чрезвычайных ситуаций.
В 2013 году произошло объединение двух предприятий — Ордена Трудового Красного Знамени Федерального государственного унитарного предприятия «Московская городская радиотрансляционная сеть» и Федерального государственного унитарного предприятия «Радиотрансляционная сеть Санкт-Петербурга». В результате было создано Ордена Трудового Красного Знамени Федеральное государственное унитарное предприятие «Российские сети вещания и оповещения» (ФГУП РСВО), филиалом которого и является сегодня ФГУП РСВО — Санкт-Петербург.

## Предприятие сегодня
В настоящее время предприятие продолжает деятельность по трансляции государственных радиопрограмм, занимается проектированием, строительством и обслуживанием систем оповещения, осуществляет звукотехническое обслуживание важнейших государственных и городских мероприятий, предоставляет инфраструктурные услуги операторам связи, а также комплекс телекоммуникационных услуг физическим и юридическим лицам. Кроме того, предоставляет доступ в интернет, подключение цифрового телевидения для жителей многоквартирных жилых домов Санкт-Петербурга.

## Награды и дипломы
За годы своей работы предприятие было многократно отмечено наградами, дипломами и благодарственными письмами. Филиал ФГУП РСВО — Санкт-Петербург был не раз удостоен благодарственных писем от органов государственной власти Санкт-Петербурга.